# Diamant (single)
Diamant is een single van de Nederlandse zanger Nielson uit 2018. Het stond in hetzelfde jaar als zesde track op het gelijknamige album.

## Achtergrond
Diamant is geschreven door Niels Littooij, Don Zwaaneveld, Lodewijk Martens, Matthijs de Ronden en geproduceerd door Martens. Het is een nederpoplied waarin de liedverteller zingt over zijn verliefdheid op een mooie vrouw, welke hij vergelijkt met een diamant. Nielson bracht de single uit na een stille periode van anderhalf jaar waarin hij zijn eigen sound wilde herontdekken. Het was de voorloper op het album met dezelfde naam, waar ook hitsingle IJskoud op staat. De single heeft in Nederland de platina status.

## Hitnoteringen
Nielson had met het lied bescheiden succes in het Nederlands taalgebied. Het piekte in de Nederlandse Top 40 op de 29e positie en was hier zeven weken in de vinden. In de Vlaamse Ultratop 50 kwam het tot de 35e plaats in de negen weken dat het in de lijst stond. De piekpositie in de Nederlandse Single Top 100 was de 59e plek. Het stond veertien weken in deze hitlijst.